# Graziadio
Graziadio  è un nome proprio di persona italiano maschile.

## Origine e diffusione
Si tratta di una ripresa del nome medievale "Graziadio" o "Graziadei", ricalcato sul latino gratia Dei ("grazie a Dio"); è un nome tipicamente cristiano, facente parte dello stesso filone di Amedeo e Sperandio, che era attribuito solitamente a figli tanto desiderati, ma in alcuni casi era utilizzato anche nelle comunità ebraiche italiane, come traduzione di nomi israelitici quali Anania ed Elchanan, come nel caso del linguista Graziadio Isaia Ascoli.
In Italia è attestato al Nord, specialmente in Veneto.

## Onomastico
Il nome Graziadio è adespota, ovvero non è portato da alcun santo. L'onomastico si può festeggiare il 1º novembre, giorno di Ognissanti.

## Persone

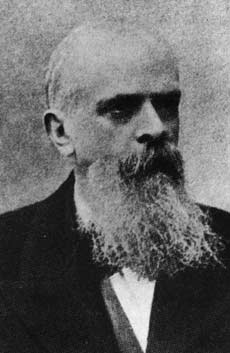
Graziadio Isaia Ascoli

- Graziadio Antegnati, organaro italiano
- Graziadio Isaia Ascoli, linguista, glottologo e glottoteta italiano
- Silvio Graziadio Cusin, psicoanalista italiano
- Graziadio Nepi, rabbino e medico italiano